# Mangora chicanna
Mangora chicanna är en spindelart som beskrevs av Levi 2005. Mangora chicanna ingår i släktet Mangora och familjen hjulspindlar. Inga underarter finns listade i Catalogue of Life.